# Inhale (이수의 음반)
《inhale》(인헤일)은 엠씨더맥스의 보컬 이수의 솔로 2집 앨범으로, 2017년 5월 16일 발매되었다. 지난 2008년 첫 솔로 1집 앨범 《I Am...》에 이어 약 9년 만의 솔로 앨범이다. 이 음반은 2017 이수 프로젝트의 일환이다.

## 수록곡
| #            | 제목                  | 작사·작곡    | 편곡  | 재생 시간 |
| ------------ | --------------------- | ------------ | ----- | --------- |
| 1.           | 〈그러나, 밤〉        | 이수         | 4:08  |           |
| 2.           | 〈여기〉              | 이수         | 4:22  |           |
| 3.           | 〈사랑이란 이렇게나〉 | 이수         | 3:58  |           |
| 4.           | 〈recommend〉         | 이수         | 4:28  |           |
| 5.           | 〈백기〉              |              | 3:29  |           |
| 총 재생 시간 | 총 재생 시간          | 총 재생 시간 | 20:25 |           |